# 马雷赫拉
马雷赫拉（Marehra），是印度北方邦Etah县的一个城镇。总人口17772（2001年）。

## 人口
该地2001年总人口17772人，其中男性9348人，女性8424人；0—6岁人口3255人，其中男1685人，女1570人；识字率39.69%，其中男性为48.62%，女性为29.77%。